# A Colheita
A Colheita um álbum ao vivo da banda brasileira Renascer Praise, lançado em 2006. Foi gravado em São Paulo, no Ginásio do Ibirapuera, reunindo cerca de 30 mil pessoas no local. Com dezenas de músicos, orquestra sinfônica, coral de 2 mil vozes, 150 vozes de apoio, dezenas de dançarinos e ainda 24 cantores na linha de frente.

## Faixas

### CD
| N.º | Título                               | Duração |  |
| 1.  | "Faz Chover"                         |         |  |
| 2.  | "A Guerra Ganha Está"                |         |  |
| 3.  | "Tenho Fome"                         |         |  |
| 4.  | "Nada do Que Eu Tiver"               |         |  |
| 5.  | "Eu Me Rendo"                        |         |  |
| 6.  | "Palavra Apóstolo Estevam Hernandes" |         |  |
| 7.  | "Semente da Promessa"                |         |  |
| 8.  | "O Melhor Está Por Vir"              |         |  |
| 9.  | "A Arca"                             |         |  |
| 10. | "Se Eu Não Tivesse a Ti"             |         |  |
| 11. | "Purifica-Me"                        |         |  |
| 12. | "Teu Nome"                           |         |  |
| 13. | "Glória Ao Senhor"                   |         |  |

### DVD[2]
| N.º | Título                               | Duração |  |
| 1.  | "Abertura"                           |         |  |
| 2.  | "Faz Chover"                         |         |  |
| 3.  | "A Guerra Ganha Está"                |         |  |
| 4.  | "Tenho Fome"                         |         |  |
| 5.  | "Nada do Que Eu Tiver"               |         |  |
| 6.  | "Mover das Águas"                    |         |  |
| 7.  | "Eu Me Rendo"                        |         |  |
| 8.  | "Palavra Apóstolo Estevam Hernandes" |         |  |
| 9.  | "Semente da Promessa"                |         |  |
| 10. | "O Melhor Está Por Vir"              |         |  |
| 11. | "A Arca"                             |         |  |
| 12. | "Se Eu Não Tivesse a Ti"             |         |  |
| 13. | "Purifica-me"                        |         |  |
| 14. | "Teu Nome"                           |         |  |
| 15. | "Glória Ao Senhor"                   |         |  |